# Alcide Nunez
Alcide Patrick Nunez, noto anche come Yellow Nunez e Al Nunez, (Parrocchia di Saint Bernard, 17 marzo 1884 – New Orleans, 2 settembre 1934), è stato un clarinettista jazz statunitense; è stato uno dei primi musicisti di New Orleans ad effettuare registrazioni audio.

## Biografia

### Primi anni e inizi carriera
Alcide Patrick Nunez nacque a Parrocchia di Saint Bernard, Louisiana, Stati Uniti.  suoi genitori erano Victor Nunez ed Elisa Nunez Chalaire ed erano rispettivamente di discendenza Isleño (Isolani) della Luisiana e creolo francese. La famiglia si trasferì a New Orleans quando lui era un bambino.
È cresciuto tra i distretti di Marigny e Bywater di New Orleans. Per un certo periodo, Nunez visse al 1340 di Arts Street nel quartiere di St. Roch a New Orleans. Nunez si unì a diverse band in cui suonava la chitarra, anche se passò al clarinetto intorno al 1902. Divenne presto uno dei migliori clarinettisti della città. Nel 1905 era un membro fisso della band di Papa Jack Laine, oltre a suonare con Tom Brown e talvolta a dirigere le sue band. Nunez sapeva suonare diversi strumenti, ma suonava principalmente il clarinetto. Inoltre, era in grado di improvvisare variazioni sulle canzoni che ascoltava. Prima di poter fare della musica una professione a tempo pieno, Nunez lavorò per un po' alla guida di un carro trainato da muli con il collega musicista "Chink" Martin Abraham.

### La fama
All'inizio del 1916, andò a nord, a Chicago, con la Dixie Jass Band di Stein, che sarebbe diventata famosa come la Original Dixieland Jass Band, ma Nunez lasciò la band poco prima che facessero le loro prime registrazioni. Nel 1917 la Dixieland Jass Band ottenne un grande successo con la registrazione strumentale del "Livery Stable Blues" sotto la direzione di Nick La Rocca; tuttavia, Nunez e Ray Lopez depositarono il copyright per una versione spartito del brano prima di La Rocca. Nick La Rocca e la band fecero causa a Nunez per 10.000 dollari. Alla fine la causa fu respinta senza decisione; il giudice negò che si potesse dire che qualsiasi "musicista" che non sapeva leggere la musica scritta potesse dire di aver scritto qualcosa.

### New York
Dopo aver suonato con la band di Tom Brown a Chicago, andò a New York con la band di Bert Kelly. Pee Wee Russell annunciò a Chicago e New York che Nunez era il più grande clarinettista jazz del mondo. Nunez divenne il leader della band di Kelly. Dopo aver suonato con Kelly fino al 1918, all'inizio del 1919 Nunez contribuì a formare la band Louisiana Five, guidata dal batterista Anton Lada. Divennero una delle band più popolari di New York e registrarono per diverse etichette discografiche. All'inizio del 1920 Nunez lavorò con la banda da ballo newyorkese di Harry Yerkes, ma nello stesso anno tornò temporaneamente ai Louisiana Five, in tournée negli Stati Uniti.

### Ritorno a Chicago
Nel 1922, dopo che Bert Kelly lo sostituì con Johnny Dodds, tornò a Chicago per dirigere la house band al Kelly’s Stables, uno dei migliori nightclub della città e suonò con la band di Willard Robison. Poco dopo Nuñez cominciò a perdere i denti, compromettendo la sua capacità di suonare il clarinetto. Tornò dalla sua famiglia a New Orleans, ma dopo aver messo la dentiera riacquistò la sua capacità di suonare il clarinetto. Si unì al dipartimento politico per entrare nella banda della polizia. Durante questo periodo, Nunez faceva anche parte della band "The Moonlight Serenaders" e di diversi gruppi da ballo che suonavano a New Orleans. Rimase a New Orleans fino alla sua morte.

### Vita privata
Nunez si sposò tre volte, ebbe un figlio con la sua seconda moglie e tre figli dalla terza. Per un certo periodo nel 1921 si stabilì a Baltimora, dove acquistò una grande casa. Morì di infarto il 2 settembre 1934.